# Акрачков, Игнатий Романович
Игнатий Романович Акрачков (род. 18 мая 1976 года, Подольск, Московская область) — российский актёр театра и кино.

## Биография
Российский актёр и режиссёр, сценарист. Окончил Высшее театральное училище имени Б. В. Щукина в 1999 году, курс В. В. Иванова. Работал в театре под руководством О.П. Табакова. Отец — художник, мать — специалист по радиационной химии.
Работу в Театре начал под руководством Армена Джигарханяна. Театральные спектакли в разных проектах: «Честном театре», в мюзикле «Энни», в МХТ им. А. П. Чехова. Играл в спектаклях «Содружества актёров Таганки» и в Театре под руководством Олега Табакова. Среди его работ — роли в спектаклях «Мастер и Маргарита», «Ревизор», «Пиквикский клуб».
Одна из самых успешных ролей — лейтенант Смальков из сериала «Солдаты».

## Личная жизнь
Первая жена — Анна Корсетова, музыкальный продюсер, в прошлом телеведущая, известная под псевдонимом Ася Калясина, вторая — Екатерина Корнейчук, актриса.

## Фильмография
- 1999 — Будем знакомы! — Илья
- 2001 — Клетка
- 2001 — Яды, или Всемирная история отравлений — Олег Волков
- 2002 — Красный змей (англ. Red Serpent) — Агней, наркодилер
- 2002 — Спартак и Калашников — ефрейтор Пурга
- 2002 — Сокровища мёртвых — Эдик
- 2002 — Кодекс чести — Николай Ухов, «Трубач», бывший спецназовец (†)
- 2003 — Баязет — инженер Барон Клюгенау
- 2004 — Время жестоких — Семён Смирнов
- 2004 — 2006 — Солдаты — лейтенант /с 14 серии 2 сезона старший лейтенант / с 6 серии 7 сезона капитан Валерий Геннадьевич Смальков
- 2004 — Усадьба
- 2004 — Близнецы — капитан Сергей Крутиков
- 2005 — Лола и Маркиз — «Ухо»
- 2005 — Охота на асфальте — Поляков (4-я серия, †)
- 2006 — Формула зеро — Макс
- 2007 — Агония страха
- 2007 — Русская игра — трактирный слуга
- 2008 — Смальков. Двойной шантаж — капитан МЧС Валерий Геннадьевич Смальков
- 2009 — Обитаемый остров — референт прокурора
- 2009 — Обитаемый остров. Схватка — референт прокурора
- 2008 — Течёт река Волга — Андрей
- 2008 — Всё могут короли — старлей
- 2008 — Антисекс — Иван
- 2009 — Рокеры
- 2011 — Бесприданница — Юрий Капитонович Карандышев
- 2012 — И отцы, и дети — Гриша
- 2012 — Если бы да кабы — Стас, французский шпион
- 2013 — Найти мужа в большом городе — Давид
- 2013 — Мама-детектив (5-я серия) — Крапивин, ресторанный критик
- 2013 — Всё будет хорошо — Рома
- 2013 — Разведчицы — Иван Сергеевич Стеблов, агент МИ-6
- 2014 — Лабиринты судьбы — Иван
- 2014 — Алёнка из Почитанки — Стас Грибанов, муж Алёнки
- 2014 — Кураж — Владимир, оператор на «Мосфильме»
- 2015 — Снег и пепел — Чапкис, военный корреспондент
- 2015 — Чужая милая
- 2015 — Пороги — Евгений Визигин, инструктор-кинолог
- 2016 — Черномор (короткометражка)
- 2016 — Мотылёк — бандит
- 2017 — Хождение по мукам — Валериан Оноли, поручик
- 2017 — Родные люди — Володя
- 2017 — Территория — Артур Кожаев
- 2018 — Топор — Борис Сергеевич Губин
- 2018 — Плакучая ива — Аленин
- 2018 — Женщина в состоянии развода — Сергей
- 2018 — Золото Лагина — Ванин
- 2019 — Скажи что-нибудь хорошее — «Ювелир»
- 2020 — Маленький воин — ухажёр
- 2021 — Сёстры — писатель
- 2022 — Грозный папа — Иоанн
- 2023 — 12 стульев — Коля Калачов